# Nastri d'argento 2010
La cerimonia di premiazione della 65ª edizione dei Nastri d'argento si è svolta il 19 giugno 2010 al Teatro antico di Taormina ed è stata presentata da Alessandra Martines.
Le candidature sono state rese note il 27 maggio 2010 presso Villa Medici, sede dell'Académie de France a Roma. I film presenti nelle candidature sono 31 sui 79 presi in considerazione, usciti tra la fine di maggio 2009 e il 28 maggio 2010. Il maggior numero di candidature (dieci) è stato ottenuto da tre film: Mine vaganti, La nostra vita e La prima cosa bella.
In una premiazione caratterizzata dal gran numero di ex aequo (ben cinque) e da candidature condivise (Micaela Ramazzotti e Stefania Sandrelli per La prima cosa bella, Lunetta Savino e Elena Sofia Ricci per Mine vaganti), il maggior numero di premi (cinque) è stato conquistato da Mine vaganti.
Il Nastro dell'anno, assegnato al film che rappresenta nella sua eccezionalità il "caso" artistico e produttivo dell'annata, è andato a Baarìa di Giuseppe Tornatore.
I Nastri d'argento alla carriera sono stati assegnati all'attrice Ilaria Occhini, al compositore Armando Trovajoli, al regista Ugo Gregoretti e al Presidente del Festival di Cannes Gilles Jacob.
In questa edizione sono stati introdotti i premi alla migliore commedia e al migliore film in 3D.

## Vincitori e candidati
I vincitori sono indicati in grassetto, a seguire gli altri candidati.

### Regista del miglior film
- Paolo Virzì - La prima cosa bella
- Francesca Comencini - Lo spazio bianco
- Giorgio Diritti - L'uomo che verrà
- Daniele Luchetti - La nostra vita
- Ferzan Özpetek - Mine vaganti

### Migliore commedia
- Mine vaganti, regia di Ferzan Özpetek
- Cado dalle nubi, regia di Gennaro Nunziante
- Genitori & figli - Agitare bene prima dell'uso, regia di Giovanni Veronesi
- Happy Family, regia di Gabriele Salvatores
- Io, loro e Lara, regia di Carlo Verdone

### Miglior regista esordiente
- Valerio Mieli - Dieci inverni ex aequo Rocco Papaleo - Basilicata coast to coast
- Giuseppe Capotondi - La doppia ora
- Susanna Nicchiarelli - Cosmonauta
- Claudio Noce - Good morning, Aman

### Migliore produttore
- Simone Bachini e Giorgio Diritti (Arancia Film con Rai Cinema) - L'uomo che verrà
- Csc, Rai Cinema - Dieci inverni
- Andrea Occhipinti - La prima linea
- Domenico Procacci (Fandango) per le produzioni dell'anno
- Riccardo Tozzi, Marco Chimenz, Giovanni Stabilini (Cattleya) con Rai Cinema - La nostra vita

### Migliore soggetto
- Carlo Verdone, Francesca Marciano e Pasquale Plastino - Io, loro e Lara
- Alessandro Angelini e Angelo Carbone - Alza la testa
- Pupi Avati - Il figlio più piccolo
- Luca Guadagnino - Io sono l'amore
- Giovanni Veronesi, Ugo Chiti e Andrea Agnello - Genitori & figli - Agitare bene prima dell'uso

### Migliore sceneggiatura
- Francesco Bruni, Francesco Piccolo e Paolo Virzì - La prima cosa bella
- Ivan Cotroneo, Ferzan Özpetek - Mine vaganti
- Alessandro Genovesi e Gabriele Salvatores - Happy Family
- Gabriele Muccino - Baciami ancora
- Sandro Petraglia, Stefano Rulli e Daniele Luchetti - La nostra vita

### Migliore attore protagonista
- Elio Germano - La nostra vita ex aequo Christian De Sica - Il figlio più piccolo
- Sergio Castellitto - Alza la testa e Questione di punti di vista
- Valerio Mastandrea - La prima cosa bella e Good morning, Aman
- Riccardo Scamarcio - Mine vaganti e La prima linea

### Migliore attrice protagonista
- Micaela Ramazzotti e Stefania Sandrelli - La prima cosa bella
- Margherita Buy - Lo spazio bianco e Matrimoni e altri disastri
- Valeria Golino - L'uomo nero
- Alba Rohrwacher - Cosa voglio di più
- Valeria Solarino - Viola di mare

### Migliore attore non protagonista
- Ennio Fantastichini - Mine vaganti ex aequo Luca Zingaretti - Il figlio più piccolo e La nostra vita
- Pierfrancesco Favino - Baciami ancora
- Marco Giallini - Io, loro e Lara
- Marco Messeri - La prima cosa bella

### Migliore attrice non protagonista
- Isabella Ragonese - La nostra vita e Due vite per caso ex aequo Lunetta Savino e Elena Sofia Ricci - Mine vaganti
- Valeria Bruni Tedeschi - Baciami ancora
- Luciana Littizzetto - Matrimoni e altri disastri
- Claudia Pandolfi - La prima cosa bella e Cosmonauta

### Migliore fotografia
- Maurizio Calvesi - Mine vaganti
- Roberto Cimatti - L'uomo che verrà
- Claudio Collepiccolo - La nostra vita
- Nicola Pecorini - Parnassus - L'uomo che voleva ingannare il diavolo (The Imaginarium of Doctor Parnassus) e La prima cosa bella
- Italo Petriccione - Happy Family

### Migliore scenografia
- Giancarlo Basili - L'uomo che verrà
- Davide Bassan - Shadow
- Paolo Benvenuti e Aldo Buti - Puccini e la fanciulla
- Andrea Crisanti - Mine vaganti
- Rita Rabassini - Happy Family

### Migliori costumi
- Gabriella Pescucci - La prima cosa bella e Agora
- Antonella Cannarozzi - Io sono l'amore
- Nanà Cecchi - Christine Cristina
- Maurizio Millenotti - L'uomo nero e Tris di donne e abiti nuziali
- Lia Francesca Morandini - L'uomo che verrà

### Migliore montaggio
- Massimo Fiocchi - Happy Family e Lo spazio bianco
- Claudio Di Mauro - Baciami ancora
- Giorgio Diritti e Paolo Marzoni - L'uomo che verrà
- Mirco Garrone - La nostra vita
- Simone Manetti - La prima cosa bella

### Migliore sonoro in presa diretta
- Carlo Missidenti - L'uomo che verrà ex aequo Bruno Pupparo - La nostra vita
- Mario Iaquone - La prima cosa bella
- Stefano Savino - Io, Don Giovanni
- Alessandro Zanon - Lo spazio bianco

### Migliore colonna sonora
- Rita Marcotulli - Basilicata coast to coast
- Alvarius e Francesco Zampaglione - Shadow
- Pasquale Catalano - Christine Cristina, La doppia ora e Mine vaganti
- Andrea Guerra - Nine
- Franco Piersanti - La nostra vita

### Migliore canzone originale
- Sogno (musica di Marco Giacomelli, Fabio Petrillo, testi di Ilaria Cortese, Patty Pravo) - Mine vaganti
- Angela di Checco Zalone - Cado dalle nubi
- Baciami ancora (musica di Jovanotti, Saturnino Celani, Riccardo Onori, testi di Jovanotti) - Baciami ancora
- Scusa di Gianna Nannini - Genitori & figli - Agitare bene prima dell'uso
- Sogno di Gianna Nannini - Viola di mare

### Migliore film europeo
- Il concerto (Le Concert), regia di Radu Mihăileanu
- Il nastro bianco (Das weiße Band), regia di Michael Haneke
- Il profeta (Un prophète), regia di Jacques Audiard
- L'uomo nell'ombra (The Ghost Writer), regia di Roman Polański
- Welcome, regia di Philippe Lioret

### Migliore film extraeuropeo
- Bastardi senza gloria (Inglourious Basterds), regia di Quentin Tarantino
- Donne senza uomini (Zanan-e bedun-e mardan), regia di Shirin Neshat
- Lebanon, regia di Samuel Maoz
- Shutter Island, regia di Martin Scorsese
- Tra le nuvole (Up in the Air), regia di Jason Reitman

### Migliore film in 3D
- Avatar, regia di James Cameron
- Alice in Wonderland, regia di Tim Burton
- Up, regia di Pete Docter e Bob Peterson

### Nastro dell'anno
Riconoscimento speciale assegnato al film che rappresenta nella sua eccezionalità il caso artistico e produttivo dell'annata.
- Baarìa, regia di Giuseppe Tornatore

### Nastro d'argento alla carriera
- Ugo Gregoretti
- Gilles Jacob
- Ilaria Occhini
- Armando Trovajoli

### Nastro d'argento europeo
- Vincent Lindon - Welcome
- Tilda Swinton - Io sono l'amore

### Nastro d'argento speciale]
- Le quattro volte, regia di Michelangelo Frammartino («Per il realismo poetico e le emozioni di un film sorprendente»)[4]

### Menzioni speciali
- Nicola Nocella - Il figlio più piccolo (miglior attore esordiente)[4]
- Non è ancora domani (La pivellina), regia di Tizza Covi e Rainer Frimmel (per la straordinaria performance nei festival e mercati internazionali)[4]

### Nastro d'argento per il doppiaggio alla carriera
- Carlo Di Carlo
- Maura Vespini

### Regista del miglior cortometraggio
- Il gioco, regia di Adriano Giannini

### Nastro d'argento al miglior documentario
- La bocca del lupo, regia di Pietro Marcello
- Draquila - L'Italia che trema, regia di Sabina Guzzanti
- Fratelli d'Italia, regia di Claudio Giovannesi
- Sangue e cemento, regia di Thomas Torelli, Giona Messina e Arianna Dell'Arti
- Sotto il Celio azzurro, regia di Edoardo Winspeare

### Targa per il miglior documentario sul cinema
- Negli occhi, regia di Daniele Anzellotti e Francesco Del Grosso
- Vittorio D, regia di Mario Canale e Annarosa Morri
- Sorriso amaro, regia di Maite Carpio
- Hollywood sul Tevere, regia di Marco Spagnoli
- L'uomo dalla bocca storta, regia di Emanuele Salce e Andrea Pergolari (menzione speciale)

### Premio Guglielmo Biraghi
- Michele Riondino - Dieci inverni